# Les Garçons et Guillaume, à table!
Les Garçons et Guillaume, à table! (titulada en España Guillaume y los chicos, ¡a la mesa! y Yo, mi mamá y yo en Latinoamérica)  es una película de comedia francesa de 2013, dirigida y protagonizada por Guillaume Gallienne. Se proyectó en la "Quincena de los Realizadores" en el Festival de Cine de Cannes de 2013, donde ganó el primer premio (Premio Art Cinema) y el Premio SACD. En enero de 2014, la película fue nominada a diez Premios César en los 39.os Premios César y ganó los premios a la mejor película y mejor ópera prima.

## Argumento
Guillaume es el hijo de una madre controladora y emasculante, de la clase alta. Admira mucho a su madre, que lo trata prácticamente como a una niña. Guillaume es completamente opuesto a sus hermanos, que son amantes de los deportes, ya que él es un chico bastante femenino. Es característica la forma en que la madre llama a sus hijos para que vayan a comer: "Guillaume y los chicos, ¡a la mesa!" (frase que da título a la película). Guillaume es enviado por sus padres una temporada a un internado inglés. Guillaume da por sentado que es gay y se enamora de su compañero de clase en Inglaterra, Jeremy. Sin embargo, este amor no es correspondido, y entonces Guillaume se ve por primera vez como un hombre y no como una mujer. Cuando llegó el momento de realizar el servicio militar, Guillaume trata de evadirlo por todos los medios, y finalmente lo consigue. Después de un breve descanso en las montañas de Baviera, Guillaume recibe el consejo de su tía: "Un día te enamoraras, ya sea de un hombre o de una mujer - entonces sabrás si eres homosexual o heterosexual". Ella le aconseja que experimente su sexualidad, y Guillaume acaba visitando un club nocturno para gays y acompañando a un hombre a su casa. Pero este primer intento no sale bien, y en una segunda ocasión, cuando se encuentra ante un joven ruso desnudo, es cuando se da cuenta de que él tiene en realidad miedo a los caballos y decide enfrentarse a este miedo. La película termina con Guillaume en la cena de una amiga, donde él es el único hombre ("Guillaume y las chicas, a la mesa" "Les filles et Guillaume à table"). Allí se enamora de una mujer, su futura esposa.

## Reparto
- Guillaume Gallienne como Guillaume / Maman.
- André Marcon como el padre.
- Françoise Fabian como Babou.
- Nanou Garcia como Paqui.
- Diane Kruger como Ingeborg.
- Reda Kateb como Karim.
- Götz Otto como Raymund.
- Brigitte Catillon como la tía de América.
- Carole Brenner como la tía políglota.
- Charlie Anson como Jeremy.
- Hervé Pierre como el psiquiatra militar.
- Nicolas Wanczycki como el psiquiatra civil.
- Paula Brunet-Sancho como Maria.
- Yvon Back como el profesor de equitación.
- Karina Marimon como Pilar.
- Yves Jacques como el psicoanalista del tubo.